# Répression financière
La répression financière est l'encadrement et la réglementation du système financier d'un pays afin d'en restreindre les mouvements et diminuer sa volatilité. Elle passe par un contrôle des taux d'intérêt par l'État ou encore des normes obligeant le système bancaire à acheter des titres de dette publique.

## Concept
Bruno Théret définit la répression financière comme une « situation où les activités des banques commerciales et des institutions financières privées sont étroitement encadrées par la puissance publique ou le trésor public ». Les pays riches et développés seraient passés d'une situation de répression financière à une situation de répression monétaire, qui serait caractérisée par l'interdiction de la monétisation de la dette publique par les banques centrales.
La répression financière est théorisée par McKinnon et Shaw en 1973, sur la base de travaux de Gurley et Shaw de 1956 et 1960. Elle se manifeste par des mesures de restriction et de régulation, de la part des pouvoirs publics, de l'activité financière. La fixation administrative des taux d'intérêt, le contrôle de changes, font partie de telles mesures.
La fin d'une période de répression financière est souvent marquée par la libéralisation des taux d'intérêt, dont la fixation est laissée aux marchés financiers.

## Débats et critiques
Roubini et Sala-i-Martin montrent, en 1995, les conséquences négatives de la répression financière. Ils montrent également que les pays en développement pratiquent cette répression.

## Historique
Reinhart et Sbrancia (2011) considèrent que la répression financière a été, historiquement, l'une des trois grandes méthodes de réduction de la dette publique, aux côtés du défaut de paiement et de la monétisation de la dette publique.
La répression financière a été particulièrement pratiquée par les pays riches durant les Trente Glorieuses. L'époque y était propice car les taux de change étaient à l'époque fixes.
Plus récemment, la politique macroprudentielle a été assimilée par Carmen Reinhart (2012) à une forme nouvelle de répression financière.